# Li Jiazhao
Li Jiazhao (20 de septiembre de 1986) es un deportista chino que compitió en boxeo. Ganó una medalla de bronce en el Campeonato Mundial de Boxeo Aficionado de 2009, en el peso minimosca.

## Palmarés internacional
| Campeonato Mundial | Campeonato Mundial | Campeonato Mundial | Campeonato Mundial |
| Año                | Lugar              | Medalla            | Categoría          |
| ------------------ | ------------------ | ------------------ | ------------------ |
| 2009               | Milán (Italia)     | Medalla de bronce  | 48 kg              |